# دنیس بینگهام
دنیس بینگهام (انگلیسی: Dennis Bingham; ۱۱ اوت ۱۸۸۰ – ۲۸ دسامبر ۱۹۴۰) چوگان‌باز اهل بریتانیا بود.
وی در بازی‌های المپیک تابستانی ۱۹۲۴ به مدال طلا چوگان دست یافته است.